# Gastrodermis
Als Gastrodermis wird die Auskleidung der gesamten Verdauungshöhle (Gastralraum oder Gastrovaskularraum) von Nesseltieren und Quallen bezeichnet. Sie besteht aus einem Säulenepithel mit Nähr- und Drüsenzellen. Die Drüsenzellen setzen Verdauungsenzyme in den Gastralraum frei. Die Nährzellen phagozytieren anschließend die Nahrungspartikel. Die Zilien des Epithels erzeugen einen Wasserstrom und sorgen für die Verteilung der Nährstoffe. Die Gastrodermis leitet sich vom Entoderm ab und ist von der Epidermis durch die Mesogloea getrennt.